# León Biriotti
León Biriotti (Montevideo, 1 de diciembre de 1929-11 de octubre de 2020) fue un oboísta, director de orquesta y compositor uruguayo.

## Biografía
Sus padres fueron Luna Cañas y Nessin Birioti. Se inició como compositor con Enrique Casal Chapí, en los años 50, y luego con Alberto Ginastera y György Ligeti en Alemania con quien se especializa en oboe.
Fue integrante y cofundador del Grupo Artemus que obtuvo la distinción de ser el mejor conjunto de Música de Cámara en 1965, premio otorgado por la Casa del Teatro. Fue director de la Orquesta de Juventudes Musicales del Uruguay y en otras oportunidades de la orquesta de OSSODRE. 
Su primer concierto como solista de Oboe lo realizó en 1971 y en 1986 grabó para la BBC de Londres un concierto para oboe con el Lontano Ensemble que fue dirigido por Odalie de la Martínez.
Realizó investigaciones en teoría y práctica de la música en el Centro Latinoamericano de Altos Estudios Musicales que pertenece al Instituto Di Tella en Buenos Aires.
En 2015, el Auditorio Nacional del Sodre Dra. Adela Reta estrenó mundialmente su ópera Rashomon inspirada en dos relatos del escritor japonés Ryunosuke Akutagawa "Rashomon" y "En el bosque".
Donó al Centro Nacional de Documentación Musical Lauro Ayestarán las partituras de sus composiciones para que puedan ser preservadas y consultadas por músicos e investigadores.

## Obras
- Suite para violín y piano (1957)
- Sinfonía Ana Frank (1966)
- Espectros para 3 orquestas (1970)
- Simetrías (1971)[4]

## Premios
- Morosoli de Oro (2015)